# سوآلارا
سوآلارا (به لاتین: Soalara) یک منطقهٔ مسکونی در ماداگاسکار است که در تولیارا دوم واقع شده‌است. سوآلارا ۵۲۵٫۴۱ کیلومتر مربع مساحت و ۷٬۷۷۴ نفر جمعیت دارد و ۳۱ متر بالاتر از سطح دریا واقع شده‌است.